# NGC 6317
NGC 6317 је лентикуларна галаксија у сазвежђу Змај која се налази на NGC листи објеката дубоког неба.
Деклинација објекта је + 62° 53' 53" а ректасцензија 17h 8m 59,3s. Привидна величина (магнитуда) објекта NGC 6317 износи 15,1 а фотографска магнитуда 16,1. NGC 6317 је још познат и под ознакама MCG 11-21-9, PGC 59708.